# Takifugu snyderi
Takifugu snyderi är en fiskart som först beskrevs av Abe 1988.  Takifugu snyderi ingår i släktet Takifugu och familjen blåsfiskar. Inga underarter finns listade i Catalogue of Life.